# Jean-Joseph Surin
Jean-Joseph Surin SJ (* 9. Februar 1600 in Bordeaux; † 22. April 1665 in Bordeaux) war ein französischer Jesuit und gilt als bedeutender Mystiker und spiritueller Schriftsteller.

## Leben
Surin wurde 1600 in Bordeaux geboren. Mit acht Jahren legte er ein Keuschheitsgelübde ab, mit zehn Jahren wurde er durch eine Karmelitin in Meditationstechnik geschult. Als Zwölfjähriger hatte er in der Kirche des Karmelitenklosters eine Vision der Wesensschau Gottes und studierte daraufhin Philosophie am Collège de Clermont der Jesuiten in Paris. 1626 wird er zum Priester geweiht. 1629/30 studierte er im dritten Studienjahr bei Louis Lallemant in Rouen. Von 1634 bis 1637 wurde er als Exorzist nach Loudun geschickt, um Ursulinen zu exorzieren, die für besessen gehalten wurden und sei so schockiert von einem geplanten Hostienfrevel gewesen, dass er anbot, sein eigener Geist möge statt jenem der Priorin Jeanne des Anges besessen werden. Er ist überzeugt, sein Gebet sei erhört worden. Von 1635 bis 1651 zeigte er Anzeichen von Schizophrenie und wurde selbst exorziert. Dabei sei er zeitweise gelähmt gewesen und habe seine Obsessionen verfremdet wahrgenommen und darum genossen. Nie aber habe er aufgehört zu beten. Beim Betreten der Kanzel und dem Kreuzzeichen sei all dies wundersamerweise verflogen, ähnlich wie beim Niederschreiben oder Diktieren, was seinem Arzt wundersam erschienen sei. Jedenfalls hat Surin 1654 wieder mit Diktaten begonnen, sein Hauptwerk, den Catéchisme spirituel, auf diese Weise verfasst und ab 1656 wieder gepredigt. Acht Jahre vor seinem Tode sei er geheilt worden. Er widmete sich anschließend ganz dem spirituellen Leben.
In der Geschichte christlicher Mystik ist Surin typisch für eine neuzeitliche Betonung der subjektiven, psychologischen Erfahrungsdimension. Durch vollkommene Entsagung und „allgemeine Übergabe“ sieht er ein Einswerden mit der göttlichen Gnade realisierbar. Surins geistiger Katechismus wurde zeitweise durch die katholischen Behörden zensiert. Im 20. Jahrhundert hat sich u. a. der Mystikforscher Michel de Certeau für Surin interessiert. Papst Franziskus bemerkte 2013 über sich selbst, er „stehe hingegen der mystischen Strömung von Louis Lallement und Jean-Joseph Surin“ nahe.

## Werke
- Catéchisme spirituel, Paris 1659, publiziert durch den Prinzen von Conti
- Michel de Certeau (Hg.): Guide spirituel, Paris 1963.
- Les fondements de la vie spirituelle, tirés du livre de l’imitation de Jésus Christ, anonym, Paris 1667
- Cantiques spirituels de l’amour divin, pour l’instruction et consolation des âmes dévotes, Bordeaux/Paris 1660.
  - Étienne Catta: Poésies spirituelles sur les divers estats de l’amour divin (mit den Contrats spirituels, 1655), Paris 1957.
- Dialogues spirituels, Paris 1704
- Lettres spirituelles, Nantes/Paris 1695; Nachdruck Paris 1966
  - Louis Michel, Ferdinand Cavallera (Hg.): Lettres spirituelles. Édition critique. Bd. 1: 1630–1639, Toulouse 1926, Bd. 2.: 1640–1659, Toulouse 1928 (= Bibliothèque de la Revue d’ascétique et de mystique, Bd. 1 und 2; Auswahlausgabe, 233 Briefe).
  - Michel de Certeau (Hg.): Jean-Joseph Surin, Correspondances. Paris 1966 (594 Briefe).
  - Lettres inédites, Lyon 1845.
- La gloire de saint Joseph en l’expulsion des démons du corps de la mère prieure des ursulines de Loudun, Saumur 1636
- L’histoire de la délivrance de la mère des Anges (als Triomphe de l’amour sur les puissances de l’enfer en la personne d’une fille possédée hg., Avignon 1828–1829)
- La science expérimentale des choses de l’autre vie, acquise en la possession des ursulines de Loudun, Avignon 1828–1829.